# El caserío
El caserío es una zarzuela de principios del siglo XX escrita por Federico Romero y Guillermo Fernández-Shaw, con música de Jesús Guridi. Se estrenó en el Teatro de la Zarzuela de Madrid (España) el 11 de noviembre de 1926.
El caserío es una comedia lírica en tres actos de carácter costumbrista, donde se expone la vida en una aldea campesina vasca contemporánea. Buena parte de la música está inspirada en el folclore vasco. Es una de las composiciones más importantes de Guridi.
Se localiza en la aldea imaginaria de Arrigorri, en Vizcaya. Se presentan de una forma estereotipada personajes típicos: el cura, el alcalde, el secretario, el indiano rico, la tabernera... Usan un habla característica, con acentos y giros propios del país.

## Argumento
Santi, indiano, soltero y alcalde de la aldea, vive en el caserío familiar llamado Sasibil. Con él viven sus dos sobrinos, primos entre sí: Ana Mari, hija de su hermano y de la mujer de la que Santi estuvo enamorado y con quien no pudo contraer matrimonio por tener que emigrar a América; y José Miguel, un joven pelotari que solo piensa en vivir la vida apurando la juventud.
El caserío, corazón de la familia vasca, debe permanecer intacto en el seno de la misma; por ello Santi ve como ideal el matrimonio entre sus sobrinos, el cual garantizaría esta premisa de transmisión del patrimonio y la felicidad de ambos. Pero la actitud de José Miguel le hace pensar que este usaría la herencia para seguir su "diversión", dejando en la ruina el patrimonio y a Ana Mari.
El cura, uno de los poderes del pueblo junto con el alcalde, le aconseja que realice la estrategia de anunciar su propia boda para que así José Miguel se decida a asentar la cabeza o a abandonar el pueblo al ser evidente que no podrá heredar.
Ana Mari está enamorada de su primo José Miguel, pero este, en aras de la diversión sin límite, no le hace ningún caso. Este amor se cruza con el que Txomin, criado del caserío, siente por Ana Mari, un amor casi imposible, y con el que la hija de la tabernera, Inocencia, siente a la vez por el joven Txomin. La tabernera, Eustasia, es una etxekoandre de su casa que mantiene la organización de la misma y del negocio. En contraste con la actitud de su marido, ve la oportunidad, cuando Santi anuncia su boda, de emparentarse con el alcalde haciendo que su hija sea la novia, cosa que Inocencia no quiere al estar enamorada de Txomin.
Ana Mari, sabedora de que José Miguel va a intentar abortar cualquier intento de matrimonio de su tío, se ofrece como esposa a este. Ambos son conscientes del sacrificio que esto implica, la juventud de Ana Mari, pero garantizando una vida cómoda y manteniendo la memoria del amor que Santi sintió por la madre de Ana Mari.
José Miguel, que se entera públicamente de boca de Txomin en un duelo de bertsolaris, abandona la aldea dando la batalla por perdida.
Santi retrasa la boda con la esperanza de que José Miguel vuelva a por Ana Mari, pero en vista de que eso no sucede la anuncia. El anuncio provoca la vuelta de José Miguel y la declaración de este a Ana Mari. Santi le recrimina que solo la quiere por su dinero y José Miguel lo niega y rechaza la herencia. Santi, ante este acto, lo acepta y felizmente bendice el amor entre sus sobrinos, contento por haber logrado el objetivo.

## Estreno
El 11 de noviembre de 1926 El caserío se estrenó en el Teatro de la Zarzuela de Madrid. El elenco fue:
- La soprano Felisa Herrero, en el papel de Ana Mari.
- La soprano Ramona Galindo, en el papel de Eustasia, la tabernera, esposa de Manu.
- La soprano Flora Pereira, como Inocencia, la hija de Eustasia.
- El barítono José Luis Lloret, en el papel de Santi.
- El tenor Cayetano Peñalver, como José Miguel.
- El tenor Antonio Palacios, como Txomin.
- El barítono Ángel de León, como Manu, el tabernero.
- Sr. Carrasco, como Don Leoncio, cura del pueblo.
- V. Guillot, como el pelotari Mingorrieta.
- Sr. Munain, como el pelotari Lecanta II.
- Sr. Pérez, como el pelotari Eibarrés IV.

La orquesta fue dirigida por Emilio Acevedo.

## Adaptación al cine
Se hizo una adaptación al cine dirigida por Juan de Orduña en 1972, con Federico Moreno Torroba como director de orquesta y con el siguiente reparto:
| Personaje    | Intérpretes       | Intérpretes           |
| Personaje    | Actor / Actriz    | Cantante              |
| Santi        | Armandao Calvo    | Luis Sagi-Vela        |
| Ana Mari     | Paca Gabaldón     | Dolores Pérez Cayuela |
| José Miguel  | José Moreno       | Carlo de Monte        |
| Manu         | Roberto Camardiel | Ramón Alonso          |
| Chomín       | Antonio Durán     | Enrique del Portal    |
| Don Jesusito | Pedrín Fernández  |                       |
| Don Leoncio  | José Franco       | Adelardo Curros       |
| Inosensia    | Teresa Hurtado    | Rosa Sarmiento        |
| Eustasia     | Tony Soler        | Elena Guadaño         |
| Acordeonista | Valetín Tornos    |                       |
| Charlatán    | Venancio Muro     |                       |

## Discografía
Aunque la discografía es escasa, es una obra bien interpretada, si bien es frecuente recortar el concertante del primer acto. En CD encontramos las siguientes versiones:
- Blue Moon grabó en 1927 algunos números dirigidos por Enrique Fernández Arbós con las voces de Felisa Herrero, Pepe Romeu, Pablo Gorgé y el Sr. Ocaña.

- En 1954, Ataúlfo Argenta la grabó por primera vez completa, con la Orquesta Nacional de España y el Orfeón Donostiarra y un reparto de lujo: Pilar Lorengar, Manuel Ausensi, Carlos Munguía, Julio Uribe, José María Maiza, Joaquina Belaustegui y María del Carmen Pérez Parral (Alhambra). Tiene recortada la segunda parte del concertante que cierra el primer acto.

- En 1969, Televisión Española llevó a cabo una grabación completa con Federico Moreno Torroba dirigiendo, como banda sonora de la adaptación cinematográfica dirigida por Juan de Orduña y con un reparto encabezado por Luis Sagi-Vela y las buenas voces de Dolores Pérez, Carlo del Monte, Enrique del Portal, Ramón Alonso, Elena Guadaño, Rosa Sarmiento y Adelardo Curros. Tiene recortada la segunda parte del concertante del final del primer acto, si bien conserva el pasaje final orquestal con el coro en sotto voce. El sello EMI la ha editado en CD.

- En 2001, el sello Naxos produjo la única grabación digital, con Juanjo Mena dirigiendo a la Orquesta Sinfónica de Bilbao y a la Sociedad Coral de Bilbao y Vicente Sardinero, Ana Rodrigo y Emilio Sánchez. El reparto, aunque competente, no alcanza el nivel de las otras dos grabaciones, si bien se beneficia de una toma sonora nítida y una prestación coral y orquestal de primer orden. Además, es el único registro de la partitura completa.